# Al-Ashrâf Ala ad-Dîn Kûjuk
Al-Achrâf Alâ' ad-Dîn Kûjuk est un sultan mamelouk bahrite d’Égypte, deuxième fils d'An-Nâsir Muhammad à régner en 1341 à 1342. Son frère An-Nâsir Chihab ad-Dîn Ahmad.

## Biographie
Al-Achrâf Alâ' ad-Dîn Kûjuk n'a que six ans lorsqu'il est mis sur le trône. Cinq mois après il est déposé et remplacé par son frère de vingt-quatre ans An-Nâsir Chihab ad-Dîn Ahmad.